# A magyar női labdarúgó-válogatott 1985. április 9-i mérkőzése
Előző mérkőzés - Következő mérkőzés
A magyar női labdarúgó-válogatott első hivatalos mérkőzése 1985. április 9-én Siófokon volt az NSZK ellen. A mérkőzés 1–0-s magyar győzelemmel zárult.

## Az összeállítások
| 1985. április 9. |

| Magyarország | 1 – 0   | NSZK |
| ------------ | ------- | ---- |
| Vrábel 35'   | (1 – 0) |      |

| Siófok Nézőszám: 2 000 Játékvezető: Kovács I László |

|  |

| MAGYARORSZÁG:        |    |                          |            |
|                      |    |                          |            |
| K                    | 1  | Kiss Mária               |            |
| V                    | 2  | Bukovszki Jenőné         |            |
| V                    | 3  | Kiss Lászlóné            |            |
| V                    | 5  | Matskássy Imréné         |            |
| V                    | 4  | Jenei Anikó              |            |
| KP                   | 6  | Lovász Gyöngyi           |            |
| KP                   | 8  | Bárfy Ágnes              |            |
| KP                   | 10 | Szegediné Lojd Zsuzsanna |            |
| CS                   | 7  | Vrábel Ibolya            | lecserélve |
| CS                   | 9  | Kern Edit                |            |
| CS                   | 11 | Keresztes Zsuzsanna      | lecserélve |
| Cserék:              |    |                          |            |
| CS                   | ?  | Markovics Magdolna       | becserélve |
| KP                   | ?  | Tóth Ilona               | becserélve |
| Szövetségi kapitány: |    |                          |            |
| Tóth Ferenc          |    |                          |            |

| NSZK:                |    |                    |            |
|                      |    |                    |            |
| K                    | 1  | Feiden             |            |
| V                    | 2  | Elke Richter       |            |
| V                    | 3  | Ingrid Zimmermann  |            |
| V                    | 6  | Christel Klinzmann |            |
| V                    | 4  | Frauke Khulmann    | lecserélve |
| KP                   | 5  | Rike Koekkoek      |            |
| KP                   | 8  | Silvia Neid        | lecserélve |
| KP                   | 10 | Sissy Raith        |            |
| CS                   | 7  | Anne Kreuzberg     | lecserélve |
| CS                   | 9  | Petra Bartelmann   |            |
| CS                   | 11 | Birgit Offermann   |            |
| Cserék:              |    |                    |            |
| V                    | ?  | Britta Unsleber    | becserélve |
| KP                   | ?  | Geslen             | becserélve |
| CS                   | ?  | Martina Voss       | becserélve |
| CS                   | ?  | Melanie Lasrich    | becserélve |
| Szövetségi kapitány: |    |                    |            |
| Gero Bisanz          |    |                    |            |

## Örökmérleg a mérkőzés után
| Magyarország | :         | NSZK |
| ------------ | --------- | ---- |
| 1            | Győzelem  | 0    |
| 0            | Döntetlen | 0    |
| 1            | Gólok     | 0    |
| 3/3          | Pontok    | 0/3  |
| 100          | %         | 0    |